# Svarttjärnen (Hjulsjö socken, Västmanland)
Svarttjärnen är en sjö i Hällefors kommun i Västmanland och ingår i Norrströms huvudavrinningsområde.